# بیل حمید
بلال «بیل» حمید (انگلیسی: Bilal "Bill" Hamid؛ زادهٔ ۲۵ نوامبر ۱۹۹۰) بازیکن فوتبال اهل ایالات متحده است.
وی همچنین عضو تیم ملی فوتبال ایالات متحده آمریکا بوده‌است.